# Micromia barbata
Micromia barbata là một loài bướm đêm trong họ Geometridae.